# Florencio Parravicini
Florencio Parravicini (Buenos Aires, 24 de agosto de 1876 - Buenos Aires, 25 de marzo de 1941) fue un actor, comediante, guionista de cine y de teatro, performer y tirador profesional argentino. Fue uno de los artistas más polifacéticos y destacados de la Época de Oro del cine argentino.

## Biografía

### Primeros años
Era hijo de un acaudalado coronel argentino que dirigió la Penitenciaría y nieto de un terrateniente que trajo desde Italia el título de marqués. A los 14 años pensaba hacerse cura y a los 16 fue a la Patagonia a cazar lobos. 
Aprendió a volar y obtuvo el 20 de junio de 1910 el brevet civil n.º 2 en Argentina.
A los 25 años (1901) viajó a París, donde gastó en fiestas y casinos la cuantiosa fortuna que había heredado de sus padres, por lo que luego tuvo que trabajar como «cantor criollo». De regreso a Argentina viajó al sur y se hizo contrabandista en Puerto Deseado. En 1904 regresó a Buenos Aires, donde trabajó como cicerone e intérprete, y como artista en cafés del bajo porteño. Era excelente tirador, lo que aprovechaba para hacer espectáculos usando de su habilidad. Fue el tío segundo del pintor y «profeta» Benjamín Parravicini (1898-1974).

### Artista profesional
Gerónimo Podestá lo halló en un varieté del Bajo, lo incorporó a su compañía teatral en 1906 y debutando a los 30 años en el Teatro Apolo en el sainete El panete, de Ulises Favaro, donde personificando al personaje del título comenzó a hacer reír a la platea. A partir de allí trabajó en más de trescientas obras y películas y llegó a ser una de las figuras más destacadas de la escena local. 
Hacía despliegue de las múltiples actividades que había realizado e incluso se decía descendiente de Napoleón Bonaparte y de Casanova. En muchas de las obras escritas por Parravicini o de otros autores para ser representadas por él, se ficcionalizan esos aspectos -no necesariamente reales- que difundía el propio interesado creando para el público una imagen que explotaba comercialmente. Así por ejemplo, el personaje que representa en su obra Melgarejo es un aviador devenido chofer que llega a batirse en duelo por el honor de una dama.
Se casó el 11 de enero de 1919 con Sara Piñeyro, con quien convivió hasta su muerte.
En 1926 se presentó en las elecciones municipales de 1926 como candidato por el partido Gente de Teatro, y se convirtió en concejal porteño con el 6 por ciento de los votos. Su labor en ese cargo fue prácticamente nula y su mayor mérito fue organizarle un homenaje al Príncipe de Gales cuando visitó la Argentina.
Entre las obras teatrales en que actuó están Panete, El cabo Scamione y Cristóbal Colón en la Facultad de Medicina. Entre las películas se destacan Hasta después de muerta, Los muchachos de antes no usaban gomina, Tres anclados en París, Carnaval de antaño y Melgarejo esta última sobre su propio guion.

### Muerte
A fines de la década de 1930 se le diagnosticó cáncer, lo que le produjo una profunda depresión. Parravicini se suicidó de un balazo en la cabeza el 25 de marzo de 1941, a los 64 años, en su casa en Buenos Aires. Sus allegados explicarían más tarde que él «ya no tenía fuerzas para vivir».

## Homenajes

### Eponimia
En su homenaje una calle de Buenos Aires, una avenida de la ciudad de Córdoba, una calle de este a oeste a la altura del 200 de Álvarez Condarco, llevan su nombre.
La película Flop (1990), de Eduardo Mignogna, es una biopic sobre Parravicini, la cual es protagonizada por Victor Laplace en el papel principal.

## Filmografía
Como libretista
- Hasta después de muerta (1916)

Autor de la idea original
- Luisito  (1943)

Autor
- Melgarejo (1937)

Intérprete
- Carnaval de antaño (1940)
- Margarita, Armando y su padre (1939)
- La vida es un tango (1939)
- El diablo con faldas (1938)
- Noches de Carnaval (1938)
- Tres anclados en París (1938)
- Melgarejo (1937)
- Los muchachos de antes no usaban gomina (1936) como Gervasio Ponce, el Mocho
- Por mi bandera	(1917 ?)[2]
- Tierra argentina Dios te bendiga	(1917 ?)[2]
- Hasta después de muerta (1916)